# Palacio de los Deportes de Oviedo
El Palacio de Deportes de Oviedo es un estadio cubierto situado en la localidad asturiana de Oviedo (España).

## Descripción
La construcción se inició en 1961 promovida por el alcalde de Oviedo Manuel Álvarez Buylla y fue inaugurado en 1975. La dirección de la construcción corrió a cargo del ingeniero Ildefonso Sánchez del Río Pisón teniendo como colaboradores a los arquitectos Fernando Cavanilles, Joaquín Suárez y Florencio Muñiz Uribe.
Está inscrito en el Registro Ibérico de Equipamientos del Movimiento Moderno (1925-1965) con la máxima catalogación «A».
Lo más destacable es el techo en forma de caparazón de tortuga, proeza arquitectónica en su tiempo al convertirse en la primera cúpula cerámica sin pilares del mundo. La construcción se percibe como un elemento orgánico que se camufla en el paisaje. 

### Reforma
En 2022 comenzó una reforma integral con objeto de mejorar las instalaciones, modernizarlas y ampliar su capacidad, operación que se logrará bajando el nivel en el que se encuentra la pista principal y eliminando las calles de atletismo. Con la reforma llegará a una capacidad de 7.000 espectadores para todo tipo de eventos y más de 5.000 en los deportivos. Además, se dotará a la cúpula de su color zinc original. Está previsto que la reforma concluya el 7 de junio de 2025.

## Instalaciones
El Palacio de los Deportes disponía de las siguientes instalaciones (antes de la reforma):
- Pista de atletismo de 180 m de cuerda, 8 calles centrales y 4 calles en el perímetro.
- Sala de halterofilia.
- Sala de musculación.
- Sala de boxeo.
- Sauna.
- Dos salas con tatamis.
- Pista polideportiva de parqué de 40 x 20 con valla para hockey desmontable.
- Dos salas aptas para conferencias o impartición de cursillos.
- Otros servicios: cafetería, sala de reuniones, sala de prensa.

Entre las actividades que se realizan en el recinto se pueden destacar las siguientes:
- Gimnasia de mantenimiento.
- Halterofilia.
- Judo.
- Kárate.
- Kick boxing.
- Musculación.
- Tiro con arco.
- Tenis de mesa.
- Boxeo.
- Sambo.
- Gerontogimnasia.

(Tras la remodelación) dispone de:
- Pista polideportiva de parqué flotante (Fútbol sala,  balonmano y baloncesto) desmontable para conciertos y otros usos (Hasta 7000pax)
- Iluminación LED.
- Videomarcadores LED.
- Banner (laterales) LED.
- Climatización (clasificación energética A).
- Aislamiento térmico y solar.
- Cafetería/snack/bar.
- Plazas adaptadas y accesibles para movilidad reducida.

## Principales eventos

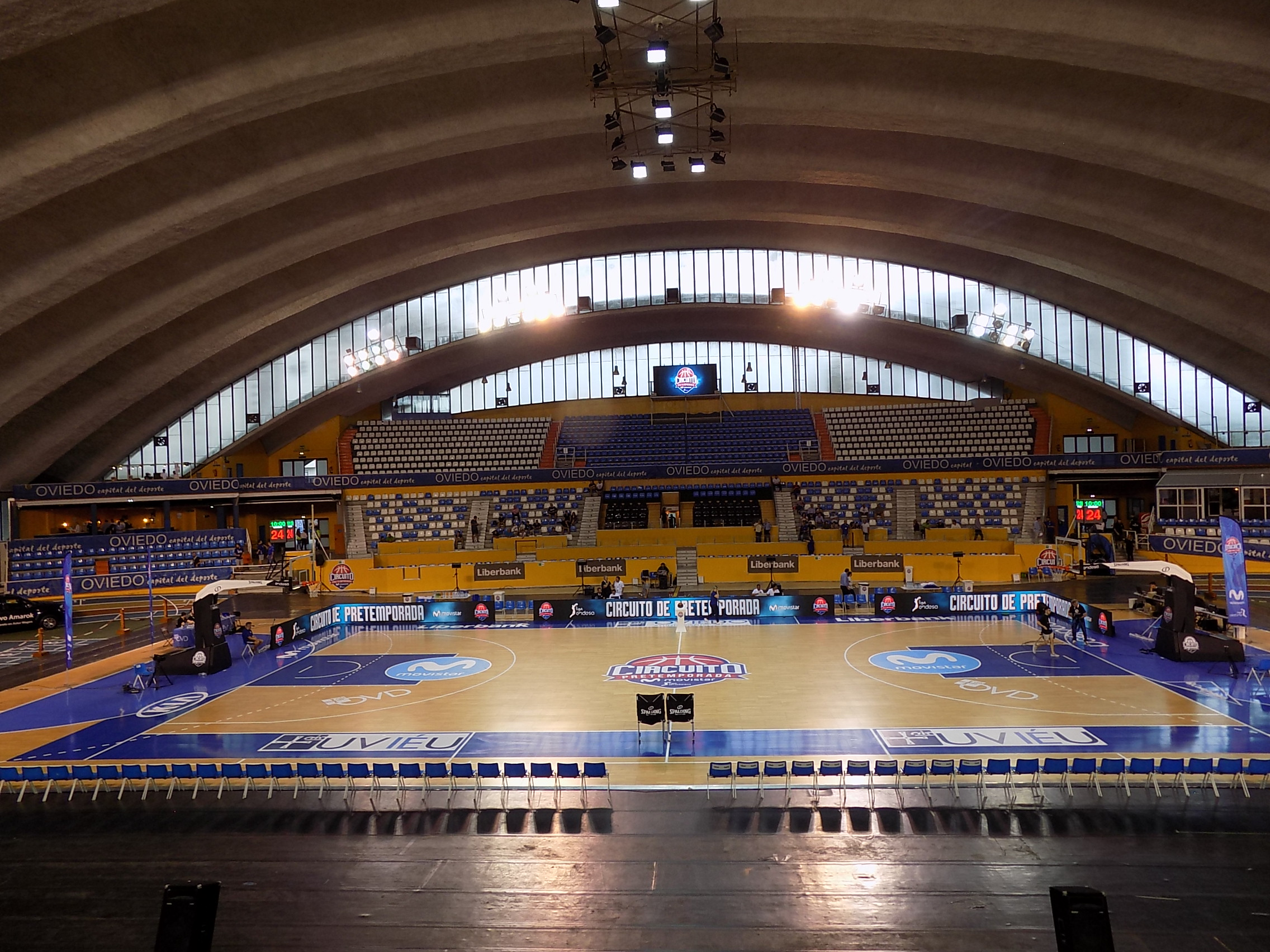
Interior del Palacio de los Deportes de Oviedo.

- XXII Campeonato mundial de hockey patines masculino, septiembre de 1976
- II Copa del Mundo de gimnasia artística, octubre de 1977[5]
- Mundobasket 86 España
- XXXVIII Campeonato europeo de hockey sobre patines masculino, abril-mayo de 1987
- Intento de Récord del Mundo de 3000 metros Said Aouita, marzo de 1990
- XLVIII Campeonato europeo de hockey sobre patines masculino, julio de 2008
- Octavos de final de la Copa Davis 2012 entre España y Kazajistán.
- Copa del Rey de Hockey Patines 2013
- Campeonato de España de boxeo peso wélter, entre Aitor Nieto y Daniel Rasilla, abril de 2014

| Predecesor: Colombia 1982 | Campeonato Mundial de Baloncesto X edición | Sucesor: Argentina 1990 |